# Nikolaj Medtner
Nikolaj Karlovitj Medtner (Николай Карлович Метнер), född 5 januari 1880 i Moskva, död 13 november 1951 i London, var en rysk tonsättare.

## Biografi[2]
Medtners föräldrar hade skandinavisk härkomst (fadern var dansk och modern svensk-tysk), men då han föddes hade familjen i många år bott i Ryssland. Han fick sina första pianolektioner vid sex års ålder, först av sin mor och sedan av sin morbror Fedor Goedicke (far till Aleksander Goedicke). År 1892 antogs Medtner till Moskvakonservatoriet där han undervisades av Anatolij Galli, Paul Pabst, Vasilij Sapelnikov och Vasilij Safonov och år 1900 gick han ut med guldmedalj. Medtner var självlärd som tonsättare, men under studieåren hade han undervisats i musikteori av Nikolaj Kasjkin och i harmonilära av Anton Arenskij. 
Han deltog i Rubinsteintävlingen för pianister kort efter att ha slutat konservatoriet. Han fick där hedersomnämnande av den inflytelserika juryn. Men på inrådan av Sergej Tanejev och sin bror Emilij beslöt han att istället för en karriär som konsertpianist seriöst satsa på komposition. Han hade då och då redan framträtt med egna kompositioner. År 1903 hade några av hans verk utgivits i tryck. Den polske pianisten Józef Hofmann uppmärksammade sonaten i f-moll och väckte intresse för den unge tonsättaren hos Sergej Rachmaninov (som på senare år blev en av Medtners närmaste vänner). Åren 1904-1905 och 1907 framträdde Medtner på konserter i Tyskland, men gjorde inget särskilt intryck på kritikerna. Men samtidigt i Ryssland (särskilt i Moskva) fick han många beundrare och anhängare. 
Medtner tog aktiv del i verksamheten "Dom pesni".  Han fick direkt anställning som lärare i pianoklassen på Moskvakonservatoriet. Medtner blev medlem av rådet för det nybildade ryska musikförlaget Russijskoe muzykal'noe izdatel'stvo, som grundats 1909 av Sergej Koussevitskij och i vilket förutom Medtner också ingick Aleksander Goedicke, Sergej Rachmaninov, Aleksandr Skrjabin (senare tog Aleksandr Ossovskij dennes plats), Nikolaj Stube. 
År 1921 emigrerade Medtner tillsammans med sin hustru till Tyskland där emellertid intresset för hans musik var obefintligt och konsertframträdanden nästan inte efterfrågades. Rachmaninov gav Medtner finansiell hjälp och organiserade en konsertturné som pianist i USA 1924-1925. När Medtner återvände till Europa bosatte han sig i Paris, men där liksom i Tyskland nådde hans kompositioner inte någon framgång. Hans nätverk av vänner vid den tiden var litet och bestod mest av ryska emigranter. Bland det fåtal samtida musiker i Frankrike vilka uppskattade hans verk fanns Marcel Dupré. År 1927 framträdde han på konserter i Sovjetunionen och ett år senare i Storbritannien där Medtner utsågs till hedersledamot i Royal Academy of Music och framförde sin andra konsert för piano och orkester med The Royal Philharmonic Orchestra. Det hjärtliga mottagandet gjorde att han permanent bosatte sig i London. 1929-1930 genomförde han en ny konsertturné i Nordamerika, emellertid resulterade samarbetet med bokningsagenten i ekonomisk bankrutt och det var bara med Rachmaninovs hjälp han lyckades undgå ekonomiska svårigheter. 
Medtner iakttog utvecklingen av tidens kompositionsteknik och beslöt att skriftligen beskriva sin egen estetik, vilken bland hans samtida ansågs alltför konservativ. I sin bok "Muza i moda (zasjtjita osnov muzykal'nogo izkusstva)" som gavs ut i Paris 1935 lade kompositören fram sin syn på konstens orubbliga lagar och uttryckte åsikten att de modernistiska strömningarna som var på modet i musiken bara var villfarelser som förstörde kontakten mellan tonsättarens själ och hans verk.
I oktober 1935 bosatte sig tonsättaren med sin fru slutgiltigt i London. Framgång med konserter, privatundervisning samt kontrakt med ett tyskt förlag gav honom en god existens fram till andra världskrigets utbrott då familjen tvingades flytta till Warwickshire där de togs emot av pianisten Edna Iles familj. Medtner fick 1942 en hjärtattack, men i februari 1944 kunde han i Royal Albert Hall framföra sitt nya verk, den tredje pianokonserten.
De sista åren i Medtners liv blev trots hans sjukdom händelserika. En indisk maharadja donerade medel till att grunda ett Medtnersällskap med uppgiften att göra det möjligt för pianister att under de närmaste åren spela in praktiskt taget alla hans viktiga verk. Dessa inspelningar utgör en värdefull tillgång i musikkulturen i världen och visar tydligt musikerns mästerskap.
N K Medtner avled den 13 november 1951 och gravsattes i London på Hendonkyrkogården.
Åren 1959-1963 publicerades i Moskva en samling av tonsättarens verk i tjugo band.
Pianisten Boris Berezovskij organiserade 2006 Internationella Medtnerfestivalen. Festivalen hölls i flera ryska städer, som Ekaterinburg, Vladimir och Moskva åren 2006 och 2007.

## Utmärkelser
Asteroiden 9329 Nikolaimedtner är uppkallad efter honom.

## Skapande[2]
Som en av de sista romantiska tonsättarna innehar Medtner den viktigaste platsen i den ryska musikhistorien tillsammans med Aleksandr Skrjabin, Sergej Rachmaninov och Sergej Prokofjev, i vilkas skugga han stod under hela sin karriär. Pianot intog en dominerande plats i Medtners skapande, han har inte ett enda verk där han inte använt detta instrument. Som en ypperlig pianist hade han en fin känsla för pianots uttrycksmöjligheter och hans verk ställer höga tekniska krav på utföraren. Stilen på Medtners musik skiljer sig från flertalet av hans samtida, i den kombineras rysk harmonik med klassisk västerländsk tradition med idealen strukturell enhet, mästerlig polyfon stil och sonatform. Tonspråket undergick praktiskt taget inga förändringar under den skapande perioden.
Medtners ryska och tyska musikaliska sidor visar sig i hans förhållande till melodiskt skapande som varieras från ryska motiv ("Russkaja skazka") till finaste lyrism (Andra pianokonserten). Medtners harmonik är rik och mättad, men överskrider praktiskt taget aldrig de ramar som skapades under 1800-talet. Det rytmiska skapandet, å andra sidan, är ibland ytterst komplicerat, Medtner använder olika polyrytmiska uttryckssätt. 
I arvet från Medtner intar de fjorton pianosonaterna en särskild plats. Denna mångfald i verkformat, från de små ensatsiga sonaterna i "Sonattriaden" till den episka e-mollsonaten op. 25 nr 2 som i full utsträckning visar att tonsättaren besitter mästerskap i stora former och djup och innerlig tematik. Bland andra verk av Medtner för solopiano utmärker sig trettioåtta stycken av olika karaktär, elegant och mästerligt utformade miniatyrer, av tonsättaren rubricerade som "Skazki" ("Sagor"). De tre pianokonserterna är de enda verk där Medtner använder orkester. Medtners kammarmusik omfattar tre sonater för violin och piano, några småstycken för samma besättning och en pianokvintett. Slutligen: ytterligare ett område för Medtners konstnärskap utgör vokalverken. Mer än hundra sånger och romanser skrivna till dikter av ryska och tyska poeter, huvudsakligen Pusjkin och Goethe. Pianot spelar en lika viktig roll som sångstämman i dessa verk.

## Verk (urval)

### Orkesterverk
- Pianokonsert nr 1 i c-moll, op. 33 (1914–18)
- Pianokonsert nr 2 i c-moll, op. 50 (1926/27)
- Pianokonsert nr 3 i e-moll (Ballade), op. 60  (1941–43)

### Kammarmusik
- Violinsonat nr 1 i h-moll, op. 21 (1909/10)
- Violinsonat nr 2 i G-dur, op. 44 (1923–26)
- Violinsonat nr 3 i e-moll (Sonata epica), op. 57  (1935–38)
- Pianokvintett i C-dur (1904–08, 1944–48)
- Över 100 sånger för röst och piano

### Pianosonater
- Sonat i f-moll, op. 5 (1902/03)
- Sonat i Ass-dur, op. 11/1 (1904–08)
- Sonat i d-moll (Elegie) op. 11/2 (1904–08)
- Sonat i C-dur, op. 11/3 (1904–08)
- Sonat i g-moll, op. 22 (1909/10)
- Märchen-Sonate i c-moll, op. 25/1 (1910)
- Sonat i e-moll, op. 25/2 (1910/11)
- Sonate-Ballade i Fiss-dur, op. 27 (1912–14)
- Sonat i a-moll, op. 30 (1914)
- Sonata reminiscenza i a-moll, op. 38/1 (1918–20)
- Sonata tragica i c-moll, op. 39/5 (1918–20)
- Sonata romantica i b-moll, op. 53/1 (1929/30)
- Sonata minacciosa i f-moll, op. 53/2 (1929–31)
- Sonata idillica i G-dur, op. 56 (1935–37)